# Lijst van oorlogsmonumenten in Brummen
De Nederlandse gemeente Brummen heeft 6 oorlogsmonumenten. Hieronder een overzicht.
| Nr.  | Object                                              | Herdachte groep                           | Ontwerper            | Onthulling    | Type        | Locatie                           | Plaats  | Coördinaten                 | Foto            |       |
| ---- | --------------------------------------------------- | ----------------------------------------- | -------------------- | ------------- | ----------- | --------------------------------- | ------- | --------------------------- | --------------- | ----- |
| 69   | Oorlogsmonument                                     | algemeen, allen, verzet Nederland         | John Grosman, J. Hey |               | zuil        | Engelenburgerlaan 31, 6971 BV     | Brummen | 52° 5' 19" NB, 6° 8' 49" OL | Oorlogsmonument |       |
| 3213 | Monument van voetbalclub Brummense Boys             | burgerslachtoffers, vervolgden Nederland  |                      |               | gedenksteen | L.R. Beijnenlaan 18, 6971 LE      | Brummen | 52° 5' 44" NB, 6° 8' 37" OL |                 |       |
| 3214 | Joods monument                                      | vervolgden Nederland                      |                      | 1988          | gedenksteen | Tuinstraat/Primulastraat, 6971 AZ | Brummen | 52° 5' 11" NB, 6° 9' 11" OL | Joods monument  | ----> |
| 4047 | Plaquette fusillade krijgsgevangen Airborne-divisie | geallieerde militairen                    |                      | 15 april 1995 | plaquette   | Zutphensestraat                   | Brummen |                             |                 |       |
|      | Gedenksteen                                         | alle oorlogsslachtoffers                  |                      |               | gedenksteen | Kerkstraat 17, 6971 AE            | Brummen | 52° 5' 12" NB, 6° 9' 31" OL | Gedenksteen     |       |
|      | Gedenksteen                                         | zes doodgeschoten Britse krijgsgevangenen |                      | 1994          | gedenksteen | Zutphensestraat 6, 6971 EM        | Brummen | 52° 5' 19" NB, 6° 9' 24" OL | Gedenksteen     |       |

Aalten ·
Apeldoorn ·
Arnhem ·
Barneveld ·
Berg en Dal ·
Berkelland ·
Beuningen ·
Bronckhorst ·
Brummen ·
Buren ·
Culemborg ·
Doesburg ·
Doetinchem ·
Druten ·
Duiven ·
Ede ·
Elburg ·
Epe ·
Ermelo ·
Harderwijk ·
Hattem ·
Heerde ·
Heumen ·
Lingewaard ·
Lochem ·
Maasdriel ·
Montferland ·
Neder-Betuwe ·
Nijkerk ·
Nijmegen ·
Nunspeet ·
Oldebroek ·
Oost Gelre ·
Oude IJsselstreek ·
Overbetuwe ·
Putten ·
Renkum ·
Rheden ·
Rozendaal ·
Scherpenzeel ·
Tiel ·
Voorst ·
Wageningen ·
West Betuwe ·
West Maas en Waal ·
Westervoort ·
Wijchen ·
Winterswijk ·
Zaltbommel ·
Zevenaar ·
Zutphen